# Charles Matton
Pour les articles homonymes, voir Matton.
Charles Gabriel Matton, également connu sous le pseudonyme de Gabriel Pasqualini, né le 13 septembre 1931 à Saint-Ouen, et mort le 19 novembre 2008 à Paris 13e,, est un  peintre, sculpteur, illustrateur, écrivain, photographe, vidéaste, scénariste et réalisateur de cinéma français.

## Biographie

### Enfance
Charles Matton est le fils de Magdeleine et Pierre Matton, et le frère de Christiane Matton, née en 1922.
En 1940, devant l’arrivée des forces allemandes, sa famille quitte Paris et s’installe à Saint-Honoré-les-Bains (Nièvre), à la villa « La Rouveyre », au no 27 de la rue Eugène Collin. Mais l’armée allemande les rattrape et, pendant quatre ans, des soldats vont partager avec eux la maison que son père a louée.
Cette cohabitation forcée a donné lieu cinquante ans plus tard à un film : La Lumière des étoiles mortes (1994).
Après la guerre, la famille va s’installer à Monte-Carlo où son père a pris la gérance de l’hôtel Excelsior. Contraint par les lois monégasques, il met la gérance au nom de sa femme afin de pouvoir jouer au casino. Grand joueur de roulette, Pierre Matton a cherché toute sa vie à vaincre le zéro. Quant à Magdeleine Matton, elle disait savoir prévoir l'avenir : « Prétendre prévoir l'avenir et vouloir vaincre le hasard, c'est un peu la même chose. C'est ne pas admettre le destin. C'est s'insurger contre lui. »)
Ainsi, durant toute son enfance, Charles Matton grandit dans l'incertitude des choses, dans l'incertitude de leur réalité lorsqu'elles ne sont pas regardées. D'autant plus que la passion de jeu de son père fait que la famille vit alternativement dans le luxe et une quasi-pauvreté, passant d’un hôtel particulier avenue Foch à un deux-pièces rue Pelleport, dans le 20e arrondissement de Paris. Son questionnement plastique sur le regard a débuté dès cette période. Il commence à dessiner tout ce qu'il voit, cherchant à « comprendre ».

### Les débuts
En 1950, il rencontre à Monte-Carlo une jeune championne de ski nautique, Margareta Skoglund dite « Lillan », qui devient son épouse. Il a 19 ans ; elle, 20. De leur union naît rapidement un premier enfant, Yann Matton en 1952, qui deviendra l’un des photographes vedettes de plusieurs magazines français dans les années 1980 et 1990. Deux autres enfants suivent : Nicolas Matton en 1956, qui sera le compositeur de deux films de son père, La Lumière des étoiles mortes et Rembrandt (1999) ; et Paul Matton en 1960.
Cette année-là, Charles Matton expose pour la première fois avec son ami, le sculpteur Michel Charpentier, au Cercle Volney à Paris. C'est déjà une rétrospective de dix années d’une production intense réalisée à Auvers-sur-Oise et à Paris. Dans cette partie de son travail, il cherche à peindre « son » réel, le vécu qui l'entoure et duquel la majeure partie des artistes se détournent. Il reprend à son compte l'insulte d'André Breton à Alberto Giacometti qui avait osé sculpter un visage : « Une tête ! Comme si l'on ne savait pas ce qu'était une tête ». Matton peint précisément des têtes, des bouquets de fleurs, des villes, des nus… des sujets classiques qu'il réinvente avec une matière picturale contemporaine, héritée en grande partie de Pablo Picasso et Francis Bacon. Il refuse tout exotisme pour se concentrer au contraire sur l'endotique.
Le succès qu’il obtient lors de l'exposition du Cercle Volney le confirme comme l’un des grands peintres figuratifs : César, Françoise Sagan, Roger Thérond, Gérard Blain (son meilleur ami depuis leurs 15 ans) sont là. Le galeriste Claude Renard le soutient.
Cependant, dans une époque dominée par l’art abstrait et l’art conceptuel, Charles Matton comprend qu’il n’obtiendra pas l’audience qu’il mérite. Il choisit donc d’arrêter d’exposer et travaille (en parallèle à la peinture et la sculpture, qu’il continue à pratiquer dans le secret de son atelier) comme illustrateur, sous le pseudonyme de Gabriel Pasqualini, composé de son deuxième prénom et du nom de jeune fille de sa mère.

### L'illustrateur
Il illustre ainsi des centaines de pages de magazines du groupe Filipacchi, puis il part à New York avec Jean-Paul Goude et Jean Laguarrigue pour assurer une part de la conception artistique du magazine Esquire.
Parallèlement à ce travail avant tout alimentaire, il écrit et réalise un premier court-métrage, La Pomme ou l’Histoire d’une histoire (1966), où il justifie l’ensemble des techniques qu’il a appris à maîtriser : dessins, gravure, peinture, photographie et cinéma. C’est dans ce film qu’apparaît pour la première fois à l’écran son ami Richard Bohringer. Il remportera avec ce film le grand prix du festival d’Hyères et celui de la Biennale de Paris.
Rapidement, il réalise son premier long-métrage en 1972 : L’Italien des roses, avec Isabelle Mercanton qui fut sa compagne et sa muse pendant sept ans, ainsi que Richard Bohringer dont c’est le premier grand rôle au cinéma. Présenté à la Mostra de Venise, ce film devient « culte » pour une génération de spectateurs qui découvre comment le cinéma français peut s’affranchir des théories de la Nouvelle Vague, tout en usant à bon escient de ses techniques modernes.
En 1976, il réalise un film de commande, Amour est un fleuve en Russie, sorti en France dans une version remontée sous le titre de Spermula, avec un troisième montage pour la version américaine. C’est sans doute le film pour lequel Charles Matton aura bénéficié de la plus grande liberté financière et artistique. Son casting réunit Udo Kier, Dayle Haddon, Ginette Leclerc, Piéral, Georges Géret, Radiah Frye et Marie-France. Il expérimente pour la première fois les techniques de la modélisation pour créer un univers fantastique, mêlant le baroque et l’Art déco. Le titre du film rebuta une partie du public et déçut ceux qui pensaient aller voir un film pornographique.
C’est sur le tournage de ce film que Charles Matton rencontre celle qui deviendra sa femme. Après avoir été journaliste au journal télévisé de TF1, puis actrice dans une dizaine de film, Sylvie Matton est l'auteure de romans et d'essais. Un premier enfant naît de cette union, en 1983, Léonard Matton, acteur, metteur en scène et réalisateur ; puis en 1988, Jules Matton, compositeur qui a notamment composé la musique du documentaire Charles Matton, visiblement réalisé par Sylvie Matton en 2009 et diffusé sur Arte en décembre 2009.

### LesBoîtes

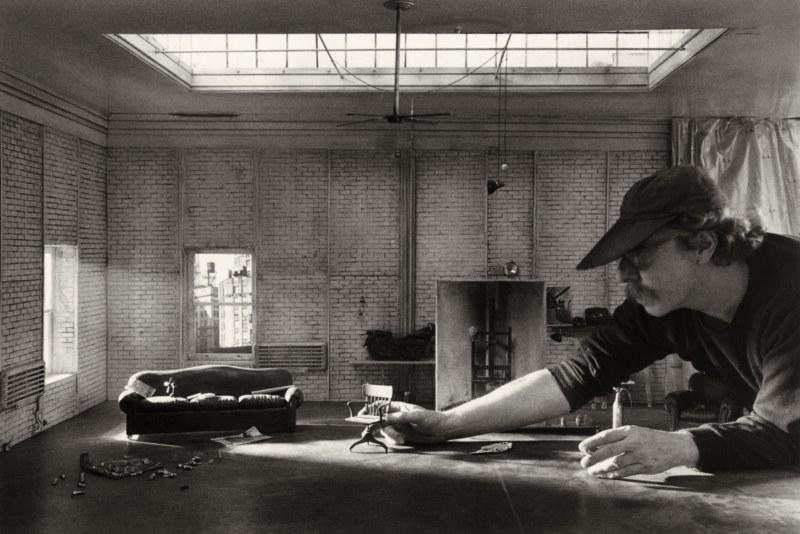
Charles Matton élaborant Le Grand Loft.

C'est durant les années 1980 que Charles Matton va développer sa technique dite des Boîtes, préalablement appelée Reconstitutions de lieux, Réductions de lieux ou Espaces miniatures. Au départ celles-ci ne sont pas destinées à être exposées. Elles sont simplement une étape d’un processus destiné à éviter à Matton un engorgement mental conséquent de la peinture figurative réaliste. En effet, le temps nécessaire à la création d'un tel tableau entraîne chez Charles Matton le désir d'en moduler certains aspects, de décliner, d'encercler son sujet. La solution réside dans les possibilités de gain de temps qu'offre la photographie. Si Charles Matton désire peindre un tableau représentant un intérieur, il photographiera un espace empli des accessoires choisis, puis peindra sur le tirage. Mais il n'est pas simple de trouver une couleur idéale pour un mur, un canapé ou un luminaire. C'est ainsi qu'a surgi l'idée de fabriquer ce petit monde réduit parallèle, qui pourra se décliner à l'infini, technique similaire à celle des « boîtes » qu'utilisait déjà Nicolas Poussin au XVIIe siècle pour composer ses tableaux. Charles peint les murs, sculpte les meubles et les accessoires, photographie les paysages qu'il place derrière des fenêtres, éclaire l'ensemble de différentes façons. Tel un démiurge, il maîtrise ainsi totalement son sujet qu'il photographie, puis met en peinture. Toutes ses envies de déclinaisons, il les expérimente alors sans le moindre souci : la lumière du matin devient celle du soir, il recouvre le piano d'un drap, change la couleur des rideaux, etc.

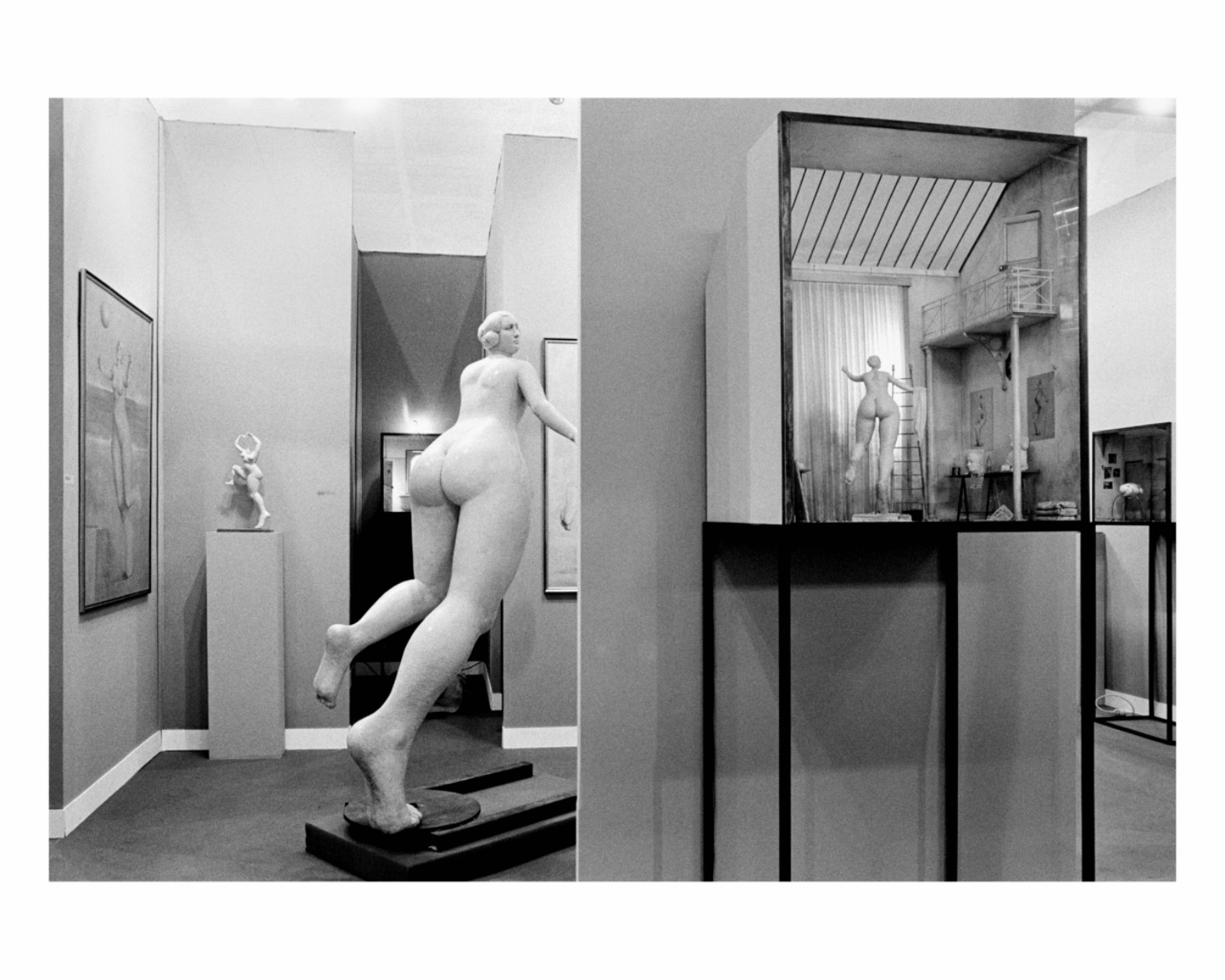
Stand de la galerie Nahon à la Fiac en 2000.

En 1983, Robert Delpire propose à Charles Matton sa première exposition depuis plus de vingt ans : les « Séductions Utopiques » sera une exposition qui déclenche un vif intérêt pour Matton qui revient sur le devant de la scène artistique. Son travail est à nouveau montré quatre ans plus tard par une grande rétrospective au palais de Tokyo qui dévoile le cheminement plastique des vingt années de travail de Matton et remporte un immense succès public, mais aussi critique.
Car les philosophes et les sociologues de l'art contemporain ont changé. Alain Finkielkraut, Jean Baudrillard, qui deviendront amis et préfaciers de Matton, Paul Virilio ou Jean Clair voient dans le travail de Charles Matton un retour à une perspective historique globale de l'art, mais aussi une préfiguration de la société en devenir. En effet, Robert Delpire avait soutenu Matton dans son désir d'exposer ses constructions miniatures de lieux, ses Emboîtements, à la fois nostalgiques et claustrophobiques. Leur exposition coïncide parfaitement avec la fin de la guerre froide, la naissance d'une globalisation du monde et la miniaturisation de ce dernier dans l'ordinateur, minuscule boite-fenêtre et filtre globalisant ouverts sur le monde via l'internet.
Les années 1990 sont celles d'une grande reconnaissance de la part du marché privé, en France, au Japon, aux États-Unis, à Taïwan. Cela n'empêche cependant nullement Charles Matton d'exposer au Centre Georges-Pompidou, à l'École nationale supérieure des beaux-arts de Paris aussi bien que dans plusieurs galeries parisiennes.
Durant cette décennie, il réalise également deux films produits par son ami, le producteur Humbert Balsan : La Lumière des étoiles mortes en 1992, avec Caroline Silhol, Jean-François Balmer, Richard Bohringer et son fils Léonard qui joue son propre rôle, enfant pendant l'occupation allemande ; et, en 1999, Rembrandt, avec Klaus Maria Brandauer dans le rôle-titre, Johanna ter Steege, Romane Bohringer, Jean Rochefort, Jean-Philippe Ecoffey et Jacques Spiesser. Le film remportera le César des meilleurs décors en 2000.
Enfin, les années 2000 voient la consécration de l'œuvre de Charles Matton. Ses peintures, sculptures, dessins, photographies, Encerclements et Emboîtements font de son exposition à la Fiac 2000 à la galerie de Pierre et Marianne Nahon une des attractions de cette édition. Il enchaîne en 2002 avec une exposition à la Forum Gallery à New York. Puis à nouveau en 2004. En 2007, il expose à la Maison européenne de la photographie une rétrospective sur l'ensemble de son travail sur les Emboîtements.
Il meurt au mois de novembre de l'année suivante d'un cancer du poumon.
Il est enterré au cimetière du Montparnasse (division 6) à Paris.

## Œuvre
Depuis 2010, son œuvre est promue par le Cercle des amis de Charles Matton.
Membres fondateurs : 
- Paul Virilio, philosophe (président d'honneur),
- Cécile Guilbert, écrivain (présidente),
- Robert Fleck, directeur du Centre national d'art et d'expositions de la République fédérale d'Allemagne, Bonn (vice-président),
- Pierre Donnersberg, président du directoire de SIACI St Honoré et administrateur trésorier du Palais de Tokyo (trésorier),
- Jean-Philippe Lambert, avocat à la Cour, président de Mayer Brown (secrétaire),
- Marie-Françoise Audouard, éditrice (secrétaire),
- Anne de La Baume, vice-présidente de la Fondation de la Vocation Marcel Bleustein-Blanchet,
- Jérôme Clément, président d’ARTE France, vice-président d’ARTE,
- Jean-Paul Goude, artiste,
- Jean Lagarrigue, artiste,
- Jean-Luc Monterosso, directeur de la Maison européenne de la photographie,
- Élisabeth Quin, écrivain et journaliste,
- Bruno Racine, président de la Bibliothèque nationale de France,
- Julie Rouart, éditrice,
- Antoine Sire, directeur de la communication du groupe BNP Paribas,
- Philippe Tesson, journaliste.

## Publications
| Titre                      | Édition originale                         | Année | ISBN/ASIN         |
| -------------------------- | ----------------------------------------- | ----- | ----------------- |
| Emboîtements               | Flammarion                                | 2010  | (ISBN 2081237288) |
| Être artiste aujourd'hui   | Éditions du Tricorne                      | 2002  | (ISBN 2829302451) |
| Within these Walls         | Forum Gallery                             | 2002  | (ISBN 0967582644) |
| Rembrandt                  | J'ai lu                                   | 1999  | (ISBN 2290053856) |
| Matton Rembrandt           | Paris Audiovisuel                         | 1999  | (ISBN 2904732977) |
| Rétrospective et citations | Centre d'art contemporain de Fréjus       | 1992  | (ASIN B0006RPC46) |
| Charles Matton             | Hatier                                    | 1991  | (ISBN 221803204X) |
| Charles Matton             | École nationale supérieure des beaux-arts | 1991  | (ISBN 2903639841) |
| Charles Matton             | Paris Audiovisuel                         | 1989  | (ISBN 2904732276) |

## Filmographie
- 1967 : La Pomme ou l’Histoire d’une histoire (court-métrage, scénario et réalisation)
- 1968 : Paris Mais 68 ou Mai 68 ou les violences policières (court-métrage de 7 min, en coréalisation avec Hedy Ben Khalifat)
- 1969 : Activités vinicoles dans le Vouvray (court métrage de 14 min, scénario et réalisation, avec Richard Bohringer et Angela McDonald
- 1972 : L’Italien des roses (scénario et réalisation)
- 1976 : Spermula (scénario et réalisation)
- 1988 : Douanes (documentaire, coréalisé avec Sylvie Matton)
- 1994 : La Lumière des étoiles mortes (co-scénario avec Sylvie Matton et réalisation)
- 1999 : Rembrandt (co-scénario avec Sylvie Matton, réalisation)

## Récompenses
- Grand prix du meilleur scénariste pour Rembrandt
- Grand prix du festival d’Hyères pour La Pomme ou l’Histoire d’une histoire
- Grand prix de la Biennale de Paris pour La Pomme ou l’Histoire d’une histoire